# Bilo Jednom u Hrvatskoj: Split - Stari plac
Bilo Jednom u Hrvatskoj: Split - Stari plac je album hrvaškega pevca Marka Perkovića Thompsona, ki je bil posnet leta 2007 med koncertom v Splitu, ki ga je obiskalo več kot 25.000 ljudi.

## Skladbe
1. Uvod (Intro) (2:51)
2. Početak (6:55)
3. Dolazak Hrvata (5:40)
4. Duh ratnika (6:37)
5. Ne varaj me (4:41)
6. Moj dida i ja (5:14)
7. E, moj narode (5:10)
8. Kletva kralja Zvonimira (5:31)
9. Zaustavi se vjetre (8:28)
10. Lijepa li si (5:24)
11. Lipa Kaja (3:57)
12. Neka ni'ko ne dira u moj mali dio svemira (4:19)
13. Diva Grabovčeva (5:54)
14. Dan dolazi (9:03)